# 臨界点

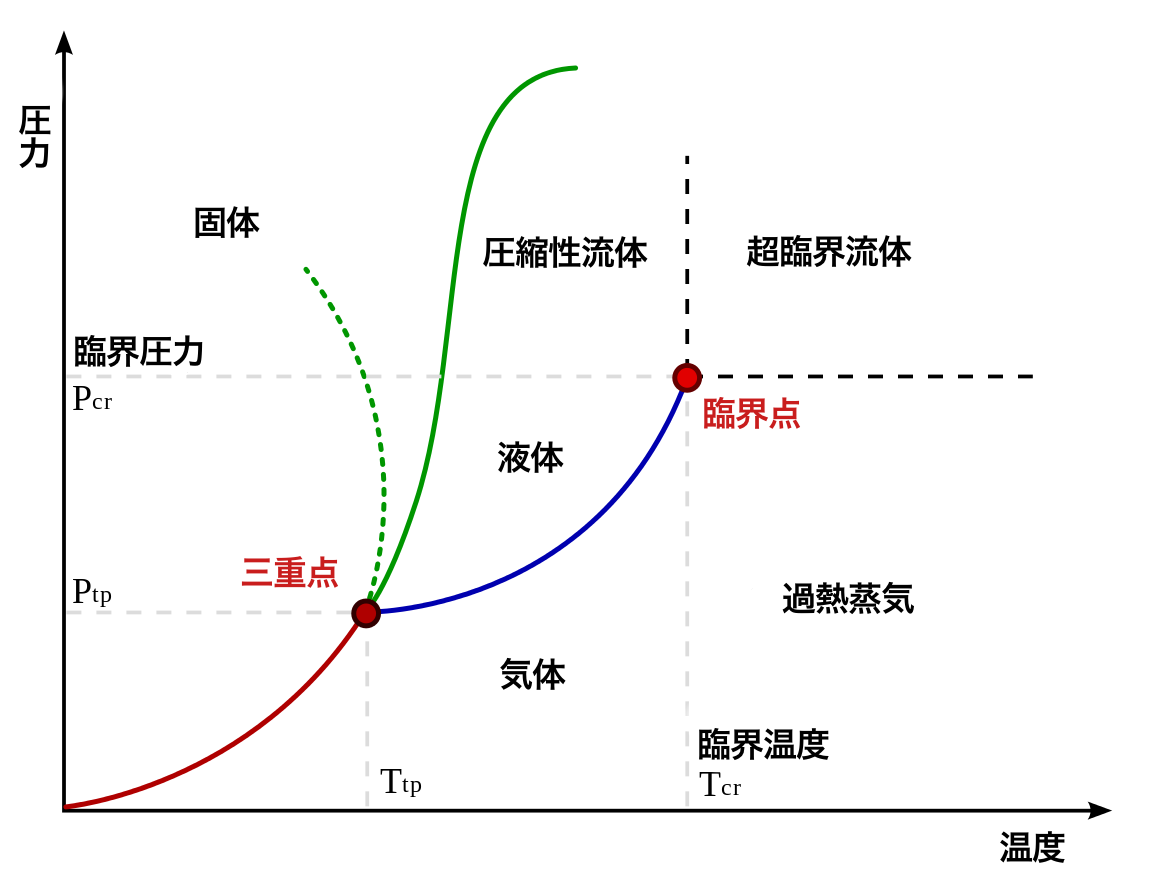
代表的な相図。

純物質の臨界点（りんかいてん、英語: critical point）とは、気相 - 液相間の相転移が起こりうる温度および圧力の上限である。気体の温度を臨界点以下にしない限り、どれだけ圧縮しても気体は決して液化しない。また、臨界点より高い圧力の下では、どんなに加熱しても液体は決して沸騰しない。
純物質の臨界点は各物質に固有の値である。例えば水の臨界点は 373.95 °C (647.10 K), 220.64バール (22.064 MPa; 217.75 atm) である。臨界点の温度をその物質の臨界温度 Tc、圧力を臨界圧力 Pc という。物質の沸点 Tb は臨界温度以上にはならない。すなわち臨界温度は沸点の上限である（Tb < Tc）。同様に、臨界圧力はその物質の蒸気圧 Pvap の上限である（Pvap < Pc）。臨界点における物質の密度を臨界密度 ρc 、モル体積を臨界体積 Vm, c という。水の臨界密度は 0.322±0.003 g/cm3 である。この値は常温常圧の水の密度の約1/3であり、水蒸気を理想気体と仮定したときの臨界点での密度の4.4倍である。
温度 T を横軸、圧力 P を縦軸とした相図では、気-液境界線（右図の青線）の右端の点が臨界点にあたる。すなわち蒸気圧曲線の右端の点が臨界点である。臨界点より低い温度・圧力で気液平衡にあるとき、気体の密度 ρgas は液体の密度 ρliq よりも小さい。気液平衡を保ちながら蒸気圧曲線に沿って温度 T を上げていくと、気体の密度は増加し、液体の密度は減少する。臨界点に近づくにつれて二つの密度の差はますます小さくなり、(T, Pvap) → (Tc, Pc) の極限で密度の差がなくなって ρgas = ρliq = ρc となる。これは液相と気相の二相が平衡状態で境界面がある状態から、二相の密度が等しくなりその境界面がなくなる状態に変化することを意味している。また臨界点では、密度だけでなく、他の示強性の状態量も等しくなる。そのため、気-液境界線上の気相と液相のモルエンタルピー（または比エンタルピー）の差として定義される気化熱は、臨界点で 0 となる。すなわち蒸気圧曲線の右端の点は、気化熱が 0 となる点である。
臨界温度以下の気体を蒸気と呼ぶ。純物質の蒸気は等温的に圧縮すると相転移を起こして液化する。物質の温度と圧力を共に臨界点以上にすると、液体と気体の区別がつかない状態になる。この状態の流体を超臨界流体と呼ぶ。相図上で、臨界点を迂回する形で物質の状態を変化させると、密度が連続的に変化するような、蒸気⇔液体の変化が可能である。例えば、蒸気を Tc を超えるまで定圧で加熱し、これを加圧して超臨界流体にしてから、Tc を下回るまで定圧で冷却すると液体になる。この一連の過程で相転移は起こらず、物質の状態は連続的に変化している。
固相と液相の間に、超高圧のもとで区別がなくなるような臨界点があるかどうかは未解明である。固相と液相の間の臨界点は、2015年現在、実験的に観測されたことがない。結晶は液体と対称性が違うので、多くの研究者は、固体と液体の区別がなくなるような状態は存在しないと考えている。但し、並進対称性を破るような周期的な外部ポテンシャルを加えると固液臨界点が理論的に存在できる。また、そのような外場を加えない場合でも、固液臨界点の存在が計算科学により示されているが、この場合の固体相が結晶なのかアモルファスなのか分かっておらず、アモルファスの場合は上の自発的対称性の破れの議論とも矛盾しない。